# Cajanus volubilis
Cajanus volubilis är en ärtväxtart som först beskrevs av Francisco Manuel Blanco, och fick sitt nu gällande namn av Francisco Manuel Blanco. Cajanus volubilis ingår i släktet Cajanus och familjen ärtväxter. Inga underarter finns listade i Catalogue of Life.